# Musée municipal Camille Pautet
Das Musée Municipal Camille Pautet ist ein historisches und volkskundliches Museum in kommunaler Trägerschaft der Gemeinde Mazan im französischen Département Vaucluse. Es hat den Status eines Musée de France.
Gegründet wurde das Museum 1971 durch Camille Pautet, dessen Namen es heute trägt. Pautet fungierte auch als erster Konservator. Die kleine Sammlung ist in der um 1622 erbauten Kapelle der Weißen Büßer in der Rue Saint-Nazaire untergebracht. Sie umfasst neben Bereichen zur Geologie, Archäologie und Urgeschichte unter anderem landwirtschaftliches Gerät, sakrale Kunst, Alltagsgegenstände und historische Kleidung.